# Бігалі
Бігалі (пол. Bihale) — розташоване на Закерзонні село в Польщі, у гміні Великі Очі Любачівського повіту Підкарпатського воєводства.
Населення — 299 осіб (2011).

## Назва
В ході кампанії ліквідації українських назв у 1977—1981 рр. село називалося Заводзє (пол. Zawodzie).

## Історія
У 1880 р. село належало до Цішанівського повіту, у селі разом із присілком Чернявка проживало 846 жителів, з них 508 греко-католиків, 273 римо-католики і 65 юдеїв.
У 1939 році в селі проживало 1 020 мешканців, з них 605 українців-грекокатоликів, 350 українців-римокатоликів, 40 поляків і 25 євреїв. Село входило до ґміни Любачів Любачівського повіту Львівського воєводства.
Наприкінці вересня 1939 р. село зайняла Червона армія. 27.11.1939 постановою Президії Верховної Ради УРСР село у складі повіту включене до новоутвореної Львівської області, а 17 січня 1940 року — до Любачівського району. В червні 1941, з початком Радянсько-німецької війни, село було окуповане німцями. В липні 1944 року радянські війська оволоділи селом, а в жовтні 1944 року село зі складу Львівської області передано Польщі. Українців добровільно-примусово виселяли в СРСР.
У 1975-1998 роках село належало до Перемишльського воєводства.

## Церкви
22 травня 1588 р. любачівський староста Ян Плаза продав попівство та півлану землі в селі Івану Поповичу з Коровиці.
До виселення українців у селі була парафія Любачівського деканату Перемишльської єпархії.
У селі знаходиться дерев'яна церква Покрови Пресвятої Богородиці з 1821 р., збудована коштом місцевого господаря Ілька Походая на місці згорілої того ж року церкви XVI ст. Після виселення українців церкву перетворено на костел.

## Демографія
Демографічна структура станом на 31 березня 2011 року:
|          | Загалом | Допрацездатний вік | Працездатний вік | Постпрацездатний вік |
| -------- | ------- | ------------------ | ---------------- | -------------------- |
| Чоловіки | 151     | 28                 | 99               | 24                   |
| Жінки    | 148     | 26                 | 79               | 43                   |
| Разом    | 299     | 54                 | 178              | 67                   |